# Équipe du Brésil de football à la Coupe du monde 2022
Cet article relate le parcours de l’équipe du Brésil de football lors de la Coupe du monde de football 2022 organisée au Qatar du 20 novembre au 18 décembre 2022.

## Qualifications
| Rang | Équipe    | Pts | J  | G  | N | P  | Bp | Bc | Diff |  | Résultats (▼ dom., ► ext.) |     |      |     |     |     |     |     |     |     |     |
| ---- | --------- | --- | -- | -- | - | -- | -- | -- | ---- |  | -------------------------- | --- | ---- | --- | --- | --- | --- | --- | --- | --- | --- |
| 1    | Brésil    | 45  | 17 | 14 | 3 | 0  | 40 | 5  | +35  |  | Brésil                     |     | ANNU | 4-1 | 2-0 | 2-0 | 1-0 | 4-0 | 4-0 | 5-0 | 1-0 |
| 2    | Argentine | 39  | 17 | 11 | 6 | 0  | 27 | 8  | +19  |  | Argentine                  | 0-0 |      | 3-0 | 1-0 | 1-0 | 1-0 | 1-1 | 1-1 | 3-0 | 3-0 |
| 3    | Uruguay   | 28  | 18 | 8  | 4 | 6  | 22 | 22 | 0    |  | Uruguay                    | 0-2 | 0-1  |     | 1-0 | 1-0 | 0-0 | 2-1 | 0-0 | 4-2 | 4-1 |
| 4    | Équateur  | 26  | 18 | 7  | 5 | 6  | 27 | 19 | +8   |  | Équateur                   | 1-1 | 1-1  | 4-2 |     | 1-2 | 6-1 | 0-0 | 2-0 | 3-0 | 1-0 |
| 5    | Pérou     | 24  | 18 | 7  | 3 | 8  | 19 | 22 | -3   |  | Pérou                      | 2-4 | 0-2  | 1-1 | 1-1 |     | 0-3 | 2-0 | 2-0 | 3-0 | 1-0 |
| 6    | Colombie  | 23  | 18 | 5  | 8 | 5  | 20 | 19 | +1   |  | Colombie                   | 0-0 | 2-2  | 0-3 | 0-0 | 0-1 |     | 3-1 | 0-0 | 3-0 | 3-0 |
| 7    | Chili     | 19  | 18 | 5  | 4 | 9  | 19 | 26 | -7   |  | Chili                      | 0-1 | 1-2  | 0-2 | 0-2 | 2-0 | 2-2 |     | 2-0 | 1-1 | 3-0 |
| 8    | Paraguay  | 16  | 18 | 3  | 7 | 8  | 12 | 26 | -14  |  | Paraguay                   | 0-2 | 0-0  | 0-1 | 3-1 | 2-2 | 1-1 | 0-1 |     | 2-2 | 2-1 |
| 9    | Bolivie   | 15  | 18 | 4  | 3 | 11 | 23 | 42 | -19  |  | Bolivie                    | 0-4 | 1-2  | 3-0 | 2-3 | 1-0 | 1-1 | 2-3 | 4-0 |     | 3-1 |
| 10   | Venezuela | 10  | 18 | 3  | 1 | 14 | 14 | 34 | -20  |  | Venezuela                  | 1-3 | 1-3  | 0-0 | 2-1 | 1-2 | 0-1 | 2-1 | 0-1 | 4-1 |     |

| 1er match                    | Brésil                                                               | 5 - 0   | Bolivie                                                   |                                                                          |                                                                          |
| 9 octobre 2020 21h30 (UTC-3) | Marquinhos 16e · Firmino 30e 49e · Carrasco 66e (csc) · Coutinho 73e | (2 - 0) |                                                           | Arena Corinthians, São Paulo Spectateurs : 0 Arbitrage : Leodan Gonzalez | Arena Corinthians, São Paulo Spectateurs : 0 Arbitrage : Leodan Gonzalez |
| 9 octobre 2020 21h30 (UTC-3) | Silva 54e                                                            | Rapport | 79e Carrasco · 82e Campos · 90+1e Zabala · 90+2e Cespedes | Arena Corinthians, São Paulo Spectateurs : 0 Arbitrage : Leodan Gonzalez | Arena Corinthians, São Paulo Spectateurs : 0 Arbitrage : Leodan Gonzalez |

| 2e match                      | Pérou                                                | 2 - 4   | Brésil                                               |                                                                   |                                                                   |
| 13 octobre 2020 19h00 (UTC-5) | Carrillo 6e · Tapia 59e                              | (1 - 1) | 28e (pen.) 83e (pen.) 90+4e Neymar · 64e Richarlison | Estadio Nacional, Lima Spectateurs : 0 Arbitrage : Julio Bascuñán | Estadio Nacional, Lima Spectateurs : 0 Arbitrage : Julio Bascuñán |
| 13 octobre 2020 19h00 (UTC-5) | Tapia 37e · Gonzales 54e · Cáceda 86e · Zambrano 89e | Rapport |                                                      | Estadio Nacional, Lima Spectateurs : 0 Arbitrage : Julio Bascuñán | Estadio Nacional, Lima Spectateurs : 0 Arbitrage : Julio Bascuñán |

| 3e match                       | Brésil      | 1 - 0   | Venezuela                              |                                                                                           |                                                                                           |
| 13 novembre 2020 21h30 (UTC-3) | Firmino 67e | (0 - 0) |                                        | Stade Cícero-Pompeu-de-Toledo, São Paulo Spectateurs : 0 Arbitrage : Juan Gabriel Benítez | Stade Cícero-Pompeu-de-Toledo, São Paulo Spectateurs : 0 Arbitrage : Juan Gabriel Benítez |
| 13 novembre 2020 21h30 (UTC-3) | Luiz 30e    | Rapport | 20e Cásseres · 76e Machís · 81e Rincón | Stade Cícero-Pompeu-de-Toledo, São Paulo Spectateurs : 0 Arbitrage : Juan Gabriel Benítez | Stade Cícero-Pompeu-de-Toledo, São Paulo Spectateurs : 0 Arbitrage : Juan Gabriel Benítez |

| 4e match                       | Uruguay                                                             | 0 - 2   | Brésil                                          |                                                                        |                                                                        |
| 17 novembre 2020 20h00 (UTC-3) |                                                                     | (0 - 2) | 34e Arthur · 45e Richarlison                    | Stade Centenario, Montevideo Spectateurs : 0 Arbitrage : Roberto Tobar | Stade Centenario, Montevideo Spectateurs : 0 Arbitrage : Roberto Tobar |
| 17 novembre 2020 20h00 (UTC-3) | Giménez 51e · Nández 67e · Cavani 71e · Rodríguez 76e · Cáceres 85e | Rapport | 45+3e Luiz · 59e Richarlison · 90+1e Marquinhos | Stade Centenario, Montevideo Spectateurs : 0 Arbitrage : Roberto Tobar | Stade Centenario, Montevideo Spectateurs : 0 Arbitrage : Roberto Tobar |

| 5e match                  | Brésil                                | 2 - 0   | Équateur                                                           |                                                                                      |                                                                                      |
| 4 juin 2021 21h30 (UTC-3) | Richarlison 65e · Neymar 90+4e (pen.) | (0 - 0) |                                                                    | Estádio José Pinheiro Borda, Porto Alegre Spectateurs : 0 Arbitrage : Alexis Herrera | Estádio José Pinheiro Borda, Porto Alegre Spectateurs : 0 Arbitrage : Alexis Herrera |
| 4 juin 2021 21h30 (UTC-3) | Fred 37e · Militão 73e                | Rapport | 27e Á. Preciado · 55e Valencia · 69e E. Preciado · 90+2e Domínguez | Estádio José Pinheiro Borda, Porto Alegre Spectateurs : 0 Arbitrage : Alexis Herrera | Estádio José Pinheiro Borda, Porto Alegre Spectateurs : 0 Arbitrage : Alexis Herrera |

| 6e match                  | Paraguay                                            | 0 - 2   | Brésil                    |                                                                                     |                                                                                     |
| 8 juin 2021 20h30 (UTC-4) |                                                     | (0 - 1) | 4e Neymar · 90+3e Paquetá | Estadio Defensores del Chaco, Asuncion Spectateurs : 0 Arbitrage : Patricio Loustau | Estadio Defensores del Chaco, Asuncion Spectateurs : 0 Arbitrage : Patricio Loustau |
| 8 juin 2021 20h30 (UTC-4) | Gómez 21e · Bareiro 87e · Alonso 88e · Alderete 88e | Rapport | 43e Fred · 76e Jesus      | Estadio Defensores del Chaco, Asuncion Spectateurs : 0 Arbitrage : Patricio Loustau | Estadio Defensores del Chaco, Asuncion Spectateurs : 0 Arbitrage : Patricio Loustau |

| 7e match                       | Chili                                                | 0 - 1   | Brésil                                                         |                                                                                         |                                                                                         |
| 2 septembre 2021 21h00 (UTC-4) |                                                      | (0 - 0) | 64e Ribeiro                                                    | Estadio Monumental David Arellano, Santiago Spectateurs : 11 000 Arbitrage : Diego Haro | Estadio Monumental David Arellano, Santiago Spectateurs : 11 000 Arbitrage : Diego Haro |
| 2 septembre 2021 21h00 (UTC-4) | Morales 79e · Pulgar 82e · Vegas 87e · Maripán 90+6e | Rapport | 45+2e Guimarães · 84e Marquinhos · 90+3e Gerson · 90+6e Neymar | Estadio Monumental David Arellano, Santiago Spectateurs : 11 000 Arbitrage : Diego Haro | Estadio Monumental David Arellano, Santiago Spectateurs : 11 000 Arbitrage : Diego Haro |

| 8e match | Brésil  | Match annulé | Argentine |             |             |
| (UTC-3)  |         |              |           | Arbitrage : | Arbitrage : |
| (UTC-3)  | Rapport |              |           | Arbitrage : | Arbitrage : |

| 9e match                       | Brésil                                                | 2 - 0   | Pérou                                                             |                                                                                           |                                                                                           |
| 9 septembre 2021 21h30 (UTC-3) | Ribeiro 15e · Neymar 40e                              | (2 - 0) |                                                                   | Itaipava Arena Pernambuco, São Lourenço da Mata Spectateurs : 0 Arbitrage : Wilmar Roldán | Itaipava Arena Pernambuco, São Lourenço da Mata Spectateurs : 0 Arbitrage : Wilmar Roldán |
| 9 septembre 2021 21h30 (UTC-3) | Casemiro 44e · Paquetá 57e · Barbosa 66e · Neymar 90e | Rapport | 30e Santamaría · 35e Tapia · 38e Yotún · 63e Costa · 65e Gonzales | Itaipava Arena Pernambuco, São Lourenço da Mata Spectateurs : 0 Arbitrage : Wilmar Roldán | Itaipava Arena Pernambuco, São Lourenço da Mata Spectateurs : 0 Arbitrage : Wilmar Roldán |

| 10e match                    | Venezuela                 | 1 - 3   | Brésil                                                     |                                                                        |                                                                        |
| 7 octobre 2021 19h30 (UTC-4) | Ramírez 11e               | (1 - 0) | 71e Marquinhos · 85e (pen.) Gabriel Barbosa · 90+5e Antony | Estadio Olímpico, Caracas Spectateurs : 6 000 Arbitrage : Kevin Ortega | Estadio Olímpico, Caracas Spectateurs : 6 000 Arbitrage : Kevin Ortega |
| 7 octobre 2021 19h30 (UTC-4) | Bello 80e · Hernández 88e | Rapport | 60e Marquinhos                                             | Estadio Olímpico, Caracas Spectateurs : 6 000 Arbitrage : Kevin Ortega | Estadio Olímpico, Caracas Spectateurs : 6 000 Arbitrage : Kevin Ortega |

| 11e match                     | Colombie              | 0 - 0   | Brésil | | |
| 10 octobre 2021 16h00 (UTC-5) |                       | (0 - 0) |        | Stade Metropolitano Roberto Meléndez, Barranquilla Spectateurs : 35 000 Arbitrage : Patricio Loustau | Stade Metropolitano Roberto Meléndez, Barranquilla Spectateurs : 35 000 Arbitrage : Patricio Loustau |
| 10 octobre 2021 16h00 (UTC-5) | Lerma 48e · Borré 63e | Rapport |        | Stade Metropolitano Roberto Meléndez, Barranquilla Spectateurs : 35 000 Arbitrage : Patricio Loustau | Stade Metropolitano Roberto Meléndez, Barranquilla Spectateurs : 35 000 Arbitrage : Patricio Loustau |

| 12e match                     | Brésil                                      | 4 - 1   | Uruguay                                  |                                                                               |                                                                               |
| 14 octobre 2021 20h30 (UTC-4) | Neymar 10e · Raphinha 18e 58e · Barbosa 83e | (2 - 0) | 77e Suárez                               | Arena da Amazônia, Manaus Spectateurs : 12 500 Arbitrage : Fernando Rapallini | Arena da Amazônia, Manaus Spectateurs : 12 500 Arbitrage : Fernando Rapallini |
| 14 octobre 2021 20h30 (UTC-4) | Fabinho 43e                                 | Rapport | 47e Valverde · 70e Cavani · 90+3e Coates | Arena da Amazônia, Manaus Spectateurs : 12 500 Arbitrage : Fernando Rapallini | Arena da Amazônia, Manaus Spectateurs : 12 500 Arbitrage : Fernando Rapallini |

| 13e match                          | Brésil                                                | 1 - 0   | Colombie                                |                                                                             |                                                                             |
| 11 novembre 2021 21h30 (UTC−03:00) | Paquetá 72e                                           | (0 - 0) |                                         | Arena Corinthians, São Paulo Spectateurs : 22 800 Arbitrage : Roberto Tobar | Arena Corinthians, São Paulo Spectateurs : 22 800 Arbitrage : Roberto Tobar |
| 11 novembre 2021 21h30 (UTC−03:00) | Fred 34e · Neymar 74e · Casemiro 84e · Vinícius 90+2e | Rapport | 23e Mojica · 29e Barrios · 43e Cuadrado | Arena Corinthians, São Paulo Spectateurs : 22 800 Arbitrage : Roberto Tobar | Arena Corinthians, São Paulo Spectateurs : 22 800 Arbitrage : Roberto Tobar |

| 14e match                          | Argentine                                             | 0 - 0   | Brésil                                 |                                                                               |                                                                               |
| 16 novembre 2021 20h30 (UTC−03:00) |                                                       | (0 - 0) |                                        | Stade du bicentenaire, San Juan Spectateurs : 25 000 Arbitrage : Andrés Cunha | Stade du bicentenaire, San Juan Spectateurs : 25 000 Arbitrage : Andrés Cunha |
| 16 novembre 2021 20h30 (UTC−03:00) | Paredes 45+1e · Romero 50e · Pezzella 59e · Acuña 75e | Rapport | 45e Paquetá · 73e Fabinho · 76e Antony | Stade du bicentenaire, San Juan Spectateurs : 25 000 Arbitrage : Andrés Cunha | Stade du bicentenaire, San Juan Spectateurs : 25 000 Arbitrage : Andrés Cunha |

| 15e match                     | Équateur                                   | 1 - 1   | Brésil                                                       |                                                                                             |                                                                                             |
| 27 janvier 2022 16h00 (UTC-5) | Torres 75e                                 | (0 - 1) | 6e Casemiro                                                  | Stade de Liga Deportiva Universitaria, Quito Spectateurs : 17 992 Arbitrage : Wilmar Roldán | Stade de Liga Deportiva Universitaria, Quito Spectateurs : 17 992 Arbitrage : Wilmar Roldán |
| 27 janvier 2022 16h00 (UTC-5) | Domínguez 15e · Valencia 70e · Caicedo 78e | Rapport | 1e, 20e Emerson · 31e Alisson · 42e Raphinha · 45+2e Militão | Stade de Liga Deportiva Universitaria, Quito Spectateurs : 17 992 Arbitrage : Wilmar Roldán | Stade de Liga Deportiva Universitaria, Quito Spectateurs : 17 992 Arbitrage : Wilmar Roldán |

| 16e match                      | Brésil                                                 | 4 - 0   | Paraguay                                       |                                                                         |                                                                         |
| 1er février 2022 21h30 (UTC-3) | Raphinha 28e · Coutinho 62e · Antony 86e · Rodrygo 88e | (1 - 0) |                                                | Mineirão, Belo Horizonte Spectateurs : 32 344 Arbitrage : Facundo Tello | Mineirão, Belo Horizonte Spectateurs : 32 344 Arbitrage : Facundo Tello |
| 1er février 2022 21h30 (UTC-3) |                                                        | Rapport | 20e Arzamendia · 45+5e Villasanti · 78e Alonso | Mineirão, Belo Horizonte Spectateurs : 32 344 Arbitrage : Facundo Tello | Mineirão, Belo Horizonte Spectateurs : 32 344 Arbitrage : Facundo Tello |

| 17e match                  | Brésil                                                                       | 4 - 0   | Chili                            |                                                          |                                                          |
| 24 mars 2022 20h30 (UTC-3) | Neymar 44e (pen.) · Vinícius 45+1e · Coutinho 72e (pen.) · Richarlison 90+1e | (2 - 0) |                                  | Stade Maracanã, Rio de Janeiro Arbitrage : Darío Herrera | Stade Maracanã, Rio de Janeiro Arbitrage : Darío Herrera |
| 24 mars 2022 20h30 (UTC-3) | Paquetá 22e · Casemiro 60e · Neymar 62e · Vinícius 72e                       | Rapport | 62e Díaz · 69e Bravo · 72e Medel | Stade Maracanã, Rio de Janeiro Arbitrage : Darío Herrera | Stade Maracanã, Rio de Janeiro Arbitrage : Darío Herrera |

| 18e match                  | Bolivie                            | 0 - 4   | Brésil                                              |                                                        |                                                        |
| 29 mars 2022 19h30 (UTC-4) |                                    | (0 - 2) | 24e Paquetá · 45e 90+1e Richarlison · 66e Guimarães | Estadio Hernando Siles, La Paz Arbitrage : Eber Aquino | Estadio Hernando Siles, La Paz Arbitrage : Eber Aquino |
| 29 mars 2022 19h30 (UTC-4) | Henry Vaca 73e · Ramiro Vaca 90+3e | Rapport |                                                     | Estadio Hernando Siles, La Paz Arbitrage : Eber Aquino | Estadio Hernando Siles, La Paz Arbitrage : Eber Aquino |

## Préparation

### Matchs de préparation à la Coupe du monde
Liste détaillée des matches du Brésil depuis sa qualification à la Coupe du monde :

#### Match amicaux
| 1er match                 | Corée du Sud | 1 - 5   | Brésil                                                  |                                                                                        |                                                                                        |
| 2 juin 2022 20h00 (UTC+9) | Hwang 31e    | (1 - 2) | 7e Richarlison · 42 Neymar · 80e Coutinho · 90+3e Jesus | Stade de la Coupe du monde de Séoul, Séoul Spectateurs : 67 872 Arbitrage : Ryuji Sato | Stade de la Coupe du monde de Séoul, Séoul Spectateurs : 67 872 Arbitrage : Ryuji Sato |
| 2 juin 2022 20h00 (UTC+9) | Jeong 88e    | Rapport |                                                         | Stade de la Coupe du monde de Séoul, Séoul Spectateurs : 67 872 Arbitrage : Ryuji Sato | Stade de la Coupe du monde de Séoul, Séoul Spectateurs : 67 872 Arbitrage : Ryuji Sato |

| 2e match                | Japon                 | 0 - 1   | Brésil                    |                                                                        |                                                                        |
| 6 juin 2022 19h20 UTC+9 |                       | (0 - 0) | 77e Neymar                | Stade national, Tokyo Spectateurs : 63 638 Arbitrage : Alireza Faghani | Stade national, Tokyo Spectateurs : 63 638 Arbitrage : Alireza Faghani |
| 6 juin 2022 19h20 UTC+9 | Endo 40e · Kamada 54e | Rapport | 35e Raphinha · 80e Neymar | Stade national, Tokyo Spectateurs : 63 638 Arbitrage : Alireza Faghani | Stade national, Tokyo Spectateurs : 63 638 Arbitrage : Alireza Faghani |

| 3e match                      | Brésil                                     | 3 - 0   | Ghana                             |                                                  |                                                  |
| 23 septembre 2022 20h30 UTC+2 | 9e Marquinhos · 28e 40e Richarlison        | (3 - 0) |                                   | Stade Océane, Le Havre Arbitrage : Mikael Lesage | Stade Océane, Le Havre Arbitrage : Mikael Lesage |
| 23 septembre 2022 20h30 UTC+2 | 45e Casemiro · 77e Neymar · 90+3e M. Cunha | Rapport | 45e A. Ayew · 47e Odoi · 53e Baba | Stade Océane, Le Havre Arbitrage : Mikael Lesage | Stade Océane, Le Havre Arbitrage : Mikael Lesage |

| 4e match                      | Brésil                                                             | 5 - 1   | Tunisie                                            |                                                  |                                                  |
| 27 septembre 2022 20h30 UTC+2 | Raphinha 11e 40e · Richarlison 19e · Neymar 29e (pen.) · Pedro 74e | (4 - 1) | 18e Talbi                                          | Parc des Princes, Paris Arbitrage : Ruddy Buquet | Parc des Princes, Paris Arbitrage : Ruddy Buquet |
| 27 septembre 2022 20h30 UTC+2 | Neymar 21e · Richarlison 44e                                       | Rapport | 20e Jaziri · 27e Laïdouni · 42e Bronn · 54e Msakni | Parc des Princes, Paris Arbitrage : Ruddy Buquet | Parc des Princes, Paris Arbitrage : Ruddy Buquet |

## Effectif
L'effectif du Brésil, est dévoilé le 7 novembre 2022.
| Numéro / Nom       | Numéro / Nom       | Club                | Date de naissance et âge*  | J.              | Buts            |                 |                 |                 |
| Gardiens de but    | Gardiens de but    | Gardiens de but     | Gardiens de but            | Gardiens de but | Gardiens de but | Gardiens de but | Gardiens de but | Gardiens de but |
| ------------------ | ------------------ | ------------------- | -------------------------- | --------------- | --------------- | --------------- | --------------- | --------------- |
| 01                 | Alisson            | Liverpool FC        | 2 octobre 1992 (30 ans)    | 0               | 0               | 0               | 0               | 0               |
| 12                 | Weverton           | SE Palmeiras        | 13 décembre 1987 (34 ans)  | 0               | 0               | 0               | 0               | 0               |
| 23                 | Ederson            | Manchester City     | 17 août 1993 (29 ans)      | 0               | 0               | 0               | 0               | 0               |
| Défenseurs         |                    |                     |                            |                 |                 |                 |                 |                 |
| 02                 | Danilo             | Juventus FC         | 15 juillet 1991 (31 ans)   | 0               | 0               | 0               | 0               | 0               |
| 03                 | Thiago Silva       | Chelsea FC          | 22 septembre 1984 (38 ans) | 0               | 0               | 0               | 0               | 0               |
| 04                 | Marquinhos         | Paris Saint-Germain | 14 mai 1994 (28 ans)       | 0               | 0               | 0               | 0               | 0               |
| 06                 | Alex Sandro        | Juventus FC         | 26 janvier 1991 (31 ans)   | 0               | 0               | 0               | 0               | 0               |
| 13                 | Dani Alves         | Pumas UNAM          | 6 mai 1983 (39 ans)        | 5               | 0               | 0               | 0               | 0               |
| 14                 | Éder Militão       | Real Madrid         | 18 janvier 1998 (24 ans)   | 0               | 0               | 0               | 0               | 0               |
| 16                 | Alex Telles        | Séville FC          | 15 décembre 1992 (29 ans)  | 0               | 0               | 0               | 0               | 0               |
| 24                 | Bremer             | Juventus FC         | 18 mars 1997 (25 ans)      | 0               | 0               | 0               | 0               | 0               |
| Milieux de terrain |                    |                     |                            |                 |                 |                 |                 |                 |
| 05                 | Casemiro           | Manchester United   | 23 février 1992 (30 ans)   | 0               | 0               | 0               | 0               | 0               |
| 07                 | Lucas Paquetá      | West Ham United     | 27 août 1997 (25 ans)      | 0               | 0               | 0               | 0               | 0               |
| 08                 | Fred               | Manchester United   | 5 mars 1993 (29 ans)       | 0               | 0               | 0               | 0               | 0               |
| 15                 | Fabinho            | Liverpool FC        | 23 octobre 1993 (29 ans)   | 0               | 0               | 0               | 0               | 0               |
| 17                 | Bruno Guimarães    | Newcastle United    | 16 novembre 1997 (25 ans)  | 0               | 0               | 0               | 0               | 0               |
| 22                 | Éverton Ribeiro    | CR Flamengo         | 10 avril 1989 (33 ans)     | 0               | 0               | 0               | 0               | 0               |
| Attaquants         |                    |                     |                            |                 |                 |                 |                 |                 |
| 09                 | Richarlison        | Tottenham Hotspur   | 10 mai 1997 (25 ans)       | 0               | 0               | 0               | 0               | 0               |
| 10                 | Neymar             | Paris Saint-Germain | 5 février 1992 (30 ans)    | 0               | 0               | 0               | 0               | 0               |
| 11                 | Raphinha           | FC Barcelone        | 14 décembre 1996 (25 ans)  | 0               | 0               | 0               | 0               | 0               |
| 18                 | Gabriel Jesus      | Arsenal FC          | 3 avril 1997 (25 ans)      | 0               | 0               | 0               | 0               | 0               |
| 19                 | Antony             | Manchester United   | 24 février 2000 (22 ans)   | 0               | 0               | 0               | 0               | 0               |
| 20                 | Vinícius Júnior    | Real Madrid         | 12 juillet 2000 (22 ans)   | 0               | 0               | 0               | 0               | 0               |
| 21                 | Rodrygo            | Real Madrid         | 9 janvier 2001 (21 ans)    | 0               | 0               | 0               | 0               | 0               |
| 25                 | Pedro              | CR Flamengo         | 20 juin 1997 (25 ans)      | 0               | 0               | 0               | 0               | 0               |
| 26                 | Gabriel Martinelli | Arsenal FC          | 18 juin 2001 (21 ans)      | 0               | 0               | 0               | 0               | 0               |
| Sélectionneur      |                    |                     |                            |                 |                 |                 |                 |                 |
|                    | Tite               |                     | 25 mai 1961 (61 ans)       |                 |                 |                 |                 |                 |

* NB : Les âges sont calculés au début de la Coupe du monde 2022, le 20 novembre 2022.

## Compétition

### Format et tirage au sort
Le tirage au sort de la Coupe du monde a lieu le vendredi 1er avril 2022 au Centre des expositions à Doha. C’est le classement de mars qui est pris en compte, la sélection se classe 1er du classement FIFA, et est placée dans le chapeau 1.

### Premier tour - Groupe G
|   | Équipe   | Pts | J | G | N | P | Bp | Bc | Diff |
| 1 | Brésil   | 6   | 3 | 2 | 0 | 1 | 3  | 1  | +2   |
| 2 | Suisse   | 6   | 3 | 2 | 0 | 1 | 4  | 3  | +1   |
| 3 | Cameroun | 4   | 3 | 1 | 1 | 1 | 4  | 4  | 0    |
| 4 | Serbie   | 1   | 3 | 0 | 1 | 2 | 5  | 8  | -3   |

| 13 | 24 novembre 2022 | Suisse   | 1 - 0 | Cameroun |
| 16 | 24 novembre 2022 | Brésil   | 2 - 0 | Serbie   |
| 29 | 28 novembre 2022 | Cameroun | 3 - 3 | Serbie   |
| 31 | 28 novembre 2022 | Brésil   | 1 - 0 | Suisse   |
| 47 | 2 décembre 2022  | Serbie   | 2 - 3 | Suisse   |
| 48 | 2 décembre 2022  | Cameroun | 1 - 0 | Brésil   |

#### Brésil - Serbie
| Match 16                                                     | Brésil                                        | 2 - 0   | Serbie | Stade de Lusail, Lusail                                                         |                                                                                 |
| 24 novembre 2022 · 22:00 (UTC+3) · Historique des rencontres | Richarlison 62e · ( Vinícius) Richarlison 73e | (0 - 0) |        | Spectateurs : 88 103 Arbitrage : Alireza Faghani Arbitre vidéo : Taleb Al-Marri | Spectateurs : 88 103 Arbitrage : Alireza Faghani Arbitre vidéo : Taleb Al-Marri |
| 24 novembre 2022 · 22:00 (UTC+3) · Historique des rencontres | Rapport                                       |         |        | Spectateurs : 88 103 Arbitrage : Alireza Faghani Arbitre vidéo : Taleb Al-Marri | Spectateurs : 88 103 Arbitrage : Alireza Faghani Arbitre vidéo : Taleb Al-Marri |

| Brésil | Serbie |

| BRÉSIL :        |    |                    |     |
|                 |    |                    |     |
| Gardien de but  | 01 | Alisson            |     |
|                 | 06 | Alex Sandro        |     |
|                 | 04 | Marquinhos         |     |
|                 | 03 | Thiago Silva       |     |
|                 | 02 | Danilo             |     |
|                 | 05 | Casemiro           |     |
|                 | 10 | Neymar             | 79e |
|                 | 07 | Lucas Paquetá      | 75e |
|                 | 20 | Vinícius Júnior    | 75e |
|                 | 09 | Richarlison        | 79e |
|                 | 11 | Raphinha           | 87e |
| Remplaçants :   |    |                    |     |
|                 | 8  | Fred               | 75e |
|                 | 21 | Rodrygo            | 75e |
|                 | 18 | Gabriel Jesus      | 79e |
|                 | 19 | Antony             | 79e |
|                 | 26 | Gabriel Martinelli | 87e |
| Sélectionneur : |    |                    |     |
| Tite            |    |                    |     |

| SERBIE :         |    |                         |     |     |
|                  |    |                         |     |     |
| Gardien de but   | 23 | Vanja Milinković-Savić  |     |     |
|                  | 02 | Strahinja Pavlović      | 7e  |     |
|                  | 05 | Miloš Veljković         |     |     |
|                  | 04 | Nikola Milenković       |     |     |
|                  | 25 | Filip Mladenović        |     | 66e |
|                  | 08 | Nemanja Gudelj          | 49e | 57e |
|                  | 16 | Saša Lukić              | 64e | 66e |
|                  | 14 | Andrija Živković        |     | 57e |
|                  | 20 | Sergej Milinković-Savić |     |     |
|                  | 09 | Aleksandar Mitrović     |     | 83e |
|                  | 10 | Dušan Tadić             |     |     |
| Remplaçants :    |    |                         |     |     |
|                  | 24 | Ivan Ilić               |     | 57e |
|                  | 07 | Nemanja Radonjić        |     | 57e |
|                  | 22 | Darko Lazović           |     | 66e |
|                  | 18 | Dušan Vlahović          |     | 66e |
|                  | 06 | Nemanja Maksimović      |     | 83e |
| Sélectionneur :  |    |                         |     |     |
| Dragan Stojković |    |                         |     |     |

| Assistants : Mohammadreza Mansouri Mohammadreza Abolfazli Quatrième arbitre : Maguette Ndiaye Assistants arbitre vidéo : Muhammad Taqi Anton Shchetinin Pol van Boekel Homme du Match : Richarlison |

#### Brésil - Suisse
| Match 31                                                     | Brésil                  | 1 - 0   | Suisse | Stade 974, Doha                                                           |                                                                           |
| 28 novembre 2022 · 19:00 (UTC+3) · Historique des rencontres | ( Rodrygo) Casemiro 83e | (0 - 0) |        | Spectateurs : 43 649 Arbitrage : Iván Barton Arbitre vidéo : Drew Fischer | Spectateurs : 43 649 Arbitrage : Iván Barton Arbitre vidéo : Drew Fischer |
| 28 novembre 2022 · 19:00 (UTC+3) · Historique des rencontres | Rapport                 |         |        | Spectateurs : 43 649 Arbitrage : Iván Barton Arbitre vidéo : Drew Fischer | Spectateurs : 43 649 Arbitrage : Iván Barton Arbitre vidéo : Drew Fischer |

| Brésil | Suisse |

| BRÉSIL :        |    |                 |     |     |
|                 |    |                 |     |     |
| Gardien de but  | 01 | Alisson         |     |     |
|                 | 06 | Alex Sandro     |     | 86e |
|                 | 03 | Thiago Silva    |     |     |
|                 | 04 | Marquinhos      |     |     |
|                 | 14 | Éder Militão    |     |     |
|                 | 05 | Casemiro        |     |     |
|                 | 08 | Fred            | 52e | 58e |
|                 | 07 | Lucas Paquetá   |     | 46e |
|                 | 20 | Vinícius Júnior |     |     |
|                 | 09 | Richarlison     |     | 73e |
|                 | 11 | Raphinha        |     | 73e |
| Remplaçants :   |    |                 |     |     |
|                 | 21 | Rodrygo         |     | 46e |
|                 | 17 | Bruno Guimarães |     | 58e |
|                 | 18 | Gabriel Jesus   |     | 73e |
|                 | 19 | Antony          |     | 73e |
|                 | 16 | Alex Telles     |     | 86e |
| Sélectionneur : |    |                 |     |     |
| Tite            |    |                 |     |     |

| SUISSE :        |    |                     |     |     |
|                 |    |                     |     |     |
| Gardien de but  | 01 | Yann Sommer         |     |     |
|                 | 13 | Ricardo Rodríguez   |     |     |
|                 | 04 | Nico Elvedi         |     |     |
|                 | 05 | Manuel Akanji       |     |     |
|                 | 03 | Silvan Widmer       |     | 86e |
|                 | 08 | Remo Freuler        |     |     |
|                 | 10 | Granit Xhaka        |     |     |
|                 | 25 | Fabian Rieder       | 50e | 58e |
|                 | 15 | Djibril Sow         |     | 76e |
|                 | 17 | Ruben Vargas        |     | 58e |
|                 | 07 | Breel Embolo        |     | 76e |
| Remplaçants :   |    |                     |     |     |
|                 | 02 | Edimilson Fernandes |     | 58e |
|                 | 11 | Renato Steffen      |     | 58e |
|                 | 14 | Michel Aebischer    |     | 76e |
|                 | 09 | Haris Seferović     |     | 76e |
|                 | 20 | Fabian Frei         |     | 86e |
| Sélectionneur : |    |                     |     |     |
| Murat Yakın     |    |                     |     |     |

| Assistants : David Morán Zachari Zeegelaar Quatrième arbitre : Saíd Martínez Assistants arbitre vidéo : Armando Villarreal Kathryn Nesbitt Fernando Guerrero Homme du Match : Casemiro |

#### Cameroun - Brésil
| Match 48                                                    | Cameroun                   | 1 - 0   | Brésil | Stade de Lusail, Lusail                                                            |                                                                                    |
| 2 décembre 2022 · 22:00 (UTC+3) · Historique des rencontres | ( Mbekeli) Aboubakar 90+2e | (0 - 0) |        | Spectateurs : 85 986 Arbitrage : Ismail Elfath Arbitre vidéo : Alejandro Hernández | Spectateurs : 85 986 Arbitrage : Ismail Elfath Arbitre vidéo : Alejandro Hernández |
| 2 décembre 2022 · 22:00 (UTC+3) · Historique des rencontres | Rapport                    |         |        | Spectateurs : 85 986 Arbitrage : Ismail Elfath Arbitre vidéo : Alejandro Hernández | Spectateurs : 85 986 Arbitrage : Ismail Elfath Arbitre vidéo : Alejandro Hernández |

| Cameroun | Brésil |

| CAMEROUN :      |    |                          |            |     |
|                 |    |                          |            |     |
| Gardien de but  | 16 | Devis Epassy             |            |     |
|                 | 25 | Nouhou Tolo              | 6e         |     |
|                 | 24 | Enzo Ebosse              |            |     |
|                 | 04 | Christopher Wooh         |            |     |
|                 | 19 | Collins Fai              | 32e        |     |
|                 | 15 | Pierre Kunde             | 28e        | 68e |
|                 | 08 | Frank Anguissa           |            |     |
|                 | 06 | Moumi Ngamaleu           |            | 86e |
|                 | 13 | Eric Maxim Choupo-Moting |            |     |
|                 | 20 | Bryan Mbeumo             |            | 64e |
|                 | 10 | Vincent Aboubakar        | 81e, 90+3e |     |
| Remplaçants :   |    |                          |            |     |
|                 | 12 | Karl Toko-Ekambi         |            | 64e |
|                 | 22 | Olivier Ntcham           |            | 68e |
|                 | 02 | Jerome Ngom Mbekeli      |            | 86e |
| Sélectionneur : |    |                          |            |     |
| Rigobert Song   |    |                          |            |     |

| BRÉSIL :        |    |                    |     |     |
|                 |    |                    |     |     |
| Gardien de but  | 23 | Ederson            |     |     |
|                 | 16 | Alex Telles        |     | 54e |
|                 | 14 | Éder Militão       | 7e  |     |
|                 | 24 | Gleison Bremer     |     |     |
|                 | 13 | Dani Alves         |     |     |
|                 | 21 | Rodrygo            |     | 54e |
|                 | 08 | Fred               |     | 54e |
|                 | 15 | Fabinho            |     |     |
|                 | 19 | Antony             |     | 79e |
|                 | 26 | Gabriel Martinelli |     |     |
|                 | 18 | Gabriel Jesus      |     | 64e |
| Remplaçants :   |    |                    |     |     |
|                 | 22 | Éverton Ribeiro    |     | 54e |
|                 | 04 | Marquinhos         |     | 54e |
|                 | 17 | Bruno Guimarães    | 85e | 54e |
|                 | 25 | Pedro              |     | 64e |
|                 | 11 | Raphinha           |     | 79e |
| Sélectionneur : |    |                    |     |     |
| Tite            |    |                    |     |     |

| Assistants : Kyle Atkins Corey Parker Quatrième arbitre : Ma Ning Assistants arbitre vidéo : Juan Martínez Munuera Pau Cebrian Ricardo de Burgos Homme du Match : Devis Epassy |

### Huitième de finale

#### Brésil - Corée du Sud
| Match 54                      | Brésil                                                                                         | 4 - 1   | Corée du Sud   | Stade 974, Doha                                                                |                                                                                |
| 5 décembre 2022 22h00 (UTC+3) | ( Neymar) Vinícius 7e · Neymar 13e (pen.) · ( Silva) Richarlison 29e · ( Vinícius) Paquetá 36e | (4 - 0) | 76e Paik S.-H. | Spectateurs : 43 847 Arbitrage : Clément Turpin Arbitre vidéo : Jérôme Brisard | Spectateurs : 43 847 Arbitrage : Clément Turpin Arbitre vidéo : Jérôme Brisard |
| 5 décembre 2022 22h00 (UTC+3) | Rapport                                                                                        |         |                | Spectateurs : 43 847 Arbitrage : Clément Turpin Arbitre vidéo : Jérôme Brisard | Spectateurs : 43 847 Arbitrage : Clément Turpin Arbitre vidéo : Jérôme Brisard |

| Brésil | Corée du Sud |

| BRÉSIL :        |    |                    |  |     |
|                 |    |                    |  |     |
| Gardien de but  | 01 | Alisson            |  | 80e |
|                 | 02 | Danilo             |  | 72e |
|                 | 04 | Marquinhos         |  |     |
|                 | 03 | Thiago Silva       |  |     |
|                 | 14 | Éder Militão       |  | 63e |
|                 | 05 | Casemiro           |  |     |
|                 | 10 | Neymar             |  | 80e |
|                 | 07 | Lucas Paquetá      |  |     |
|                 | 20 | Vinícius Júnior    |  | 72e |
|                 | 09 | Richarlison        |  |     |
|                 | 11 | Raphinha           |  |     |
| Remplaçants :   |    |                    |  |     |
|                 | 13 | Dani Alves         |  | 63e |
|                 | 24 | Gleison Bremer     |  | 72e |
|                 | 26 | Gabriel Martinelli |  | 72e |
| Gardien de but  | 12 | Weverton           |  | 80e |
|                 | 21 | Rodrygo            |  | 80e |
| Sélectionneur : |    |                    |  |     |
| Tite            |    |                    |  |     |

| CORÉE DU SUD :  |    |                |     |     |
|                 |    |                |     |     |
| Gardien de but  | 01 | Kim Seung-gyu  |     |     |
|                 | 03 | Kim Jin-su     |     | 46e |
|                 | 19 | Kim Young-gwon |     |     |
|                 | 04 | Kim Min-jae    |     |     |
|                 | 15 | Kim Moon-hwan  |     |     |
|                 | 11 | Hwang Hee-chan |     |     |
|                 | 06 | Hwang In-beom  |     | 65e |
|                 | 05 | Jung Woo-young | 44e | 46e |
|                 | 10 | Lee Jae-sung   |     | 74e |
|                 | 07 | Son Heung-min  |     |     |
|                 | 09 | Cho Gue-sung   |     | 80e |
| Remplaçants :   |    |                |     |     |
|                 | 14 | Hong Chul      |     | 46e |
|                 | 13 | Son Jun-ho     |     | 46e |
|                 | 08 | Paik Seung-ho  |     | 65e |
|                 | 18 | Lee Kang-in    |     | 74e |
|                 | 16 | Hwang Ui-jo    |     | 80e |
| Sélectionneur : |    |                |     |     |
| Paulo Bento     |    |                |     |     |

| Assistants : Nicolas Danos Cyril Gringore Quatrième arbitre : Slavko Vinčić Assistants arbitre vidéo : Alejandro Hernández Hernández Roberto Díaz Pérez del Palomar Benoît Millot Homme du Match : Neymar |

### Quart de finale

#### Croatie - Brésil
| Match 57                      | Croatie                         | 1 - 1 a. p.           | Brésil                                  | Stade Education City, Al Rayyan                                                |                                                                                |
| 9 décembre 2022 18h00 (UTC+3) | ( Oršić) Petković 117e          | (0 - 0, 0 - 0, 0 - 1) | 105+1e Neymar (Paquetá )                | Spectateurs : 43 893 Arbitrage : Michael Oliver Arbitre vidéo : Pol van Boekel | Spectateurs : 43 893 Arbitrage : Michael Oliver Arbitre vidéo : Pol van Boekel |
| 9 décembre 2022 18h00 (UTC+3) | Rapport                         |                       |                                         | Spectateurs : 43 893 Arbitrage : Michael Oliver Arbitre vidéo : Pol van Boekel | Spectateurs : 43 893 Arbitrage : Michael Oliver Arbitre vidéo : Pol van Boekel |
| 9 décembre 2022 18h00 (UTC+3) | Vlašić · Majer · Modrić · Oršić | Tirs au but 4 - 2     | Rodrygo · Casemiro · Pedro · Marquinhos | Spectateurs : 43 893 Arbitrage : Michael Oliver Arbitre vidéo : Pol van Boekel | Spectateurs : 43 893 Arbitrage : Michael Oliver Arbitre vidéo : Pol van Boekel |

| Croatie | Brésil |

| CROATIE :       |    |                   |      |      |
|                 |    |                   |      |      |
| Gardien de but  | 01 | Dominik Livaković |      |      |
|                 | 19 | Borna Sosa        |      | 110e |
|                 | 20 | Joško Gvardiol    |      |      |
|                 | 06 | Dejan Lovren      |      |      |
|                 | 22 | Josip Juranović   |      |      |
|                 | 11 | Marcelo Brozović  | 31e  | 114e |
|                 | 10 | Luka Modrić       |      |      |
|                 | 08 | Mateo Kovačić     |      | 106e |
|                 | 04 | Ivan Perišić      |      |      |
|                 | 09 | Andrej Kramarić   |      | 72e  |
|                 | 15 | Mario Pašalić     |      | 72e  |
| Remplaçants :   |    |                   |      |      |
|                 | 16 | Bruno Petković    | 117e | 72e  |
|                 | 13 | Nikola Vlašić     |      | 72e  |
|                 | 07 | Lovro Majer       |      | 106e |
|                 | 17 | Ante Budimir      |      | 110e |
|                 | 18 | Mislav Oršić      |      | 114e |
| Sélectionneur : |    |                   |      |      |
| Zlatko Dalić    |    |                   |      |      |

| BRÉSIL :        |    |                 |     |      |
|                 |    |                 |     |      |
| Gardien de but  | 01 | Alisson         |     |      |
|                 | 02 | Danilo          | 25e |      |
|                 | 03 | Thiago Silva    |     |      |
|                 | 04 | Marquinhos      | 77e |      |
|                 | 14 | Éder Militão    |     | 106e |
|                 | 05 | Casemiro        | 68e |      |
|                 | 10 | Neymar          |     |      |
|                 | 07 | Lucas Paquetá   |     | 106e |
|                 | 20 | Vinícius Júnior |     | 64e  |
|                 | 09 | Richarlison     |     | 84e  |
|                 | 11 | Raphinha        |     | 56e  |
| Remplaçants :   |    |                 |     |      |
|                 | 19 | Antony          |     | 56e  |
|                 | 21 | Rodrygo         |     | 64e  |
|                 | 25 | Pedro           |     | 84e  |
|                 | 06 | Alex Sandro     |     | 106e |
|                 | 08 | Fred            |     | 106e |
| Sélectionneur : |    |                 |     |      |
| Tite            |    |                 |     |      |

| Assistants : Stuart Burt Gary Beswick Quatrième arbitre : Mustapha Ghorbal Assistants arbitre vidéo : Massimiliano Irrati Kathryn Nesbitt Juan Soto Homme du Match : Dominik Livaković |

## Statistiques

### Temps de jeu
| Joueur             | |    |    |    |    | TT  | But inscrit | Passe décisive | MJ | MT | Légende |
| ------------------ | --- | -- | -- | -- | -- | --- | ----------- | -------------- | -- | -- | ------- |
| Gardiens           | Abréviations et symboles : · TT : Total de minutes jouées · MJ : Nombre de matchs joués · MT : Matchs joués en tant que titulaire · : but · : passe décisive · : joueur entré · : joueur remplacé · : capitaine · : carton jaune · : carton rouge · |    |    |    |    |     |             |                |    |    |         |
| Alisson            | Abréviations et symboles : · TT : Total de minutes jouées · MJ : Nombre de matchs joués · MT : Matchs joués en tant que titulaire · : but · : passe décisive · : joueur entré · : joueur remplacé · : capitaine · : carton jaune · : carton rouge · | 90 | 90 | -  | 80 | 120 | 380         | 0              | 0  | 4  | 4       |
| Ederson            | Abréviations et symboles : · TT : Total de minutes jouées · MJ : Nombre de matchs joués · MT : Matchs joués en tant que titulaire · : but · : passe décisive · : joueur entré · : joueur remplacé · : capitaine · : carton jaune · : carton rouge · | -  | -  | 90 | -  | -   | 90          | 0              | 0  | 1  | 1       |
| Weverton           | Abréviations et symboles : · TT : Total de minutes jouées · MJ : Nombre de matchs joués · MT : Matchs joués en tant que titulaire · : but · : passe décisive · : joueur entré · : joueur remplacé · : capitaine · : carton jaune · : carton rouge · | -  | -  | -  | 10 | -   | 10          | 0              | 0  | 1  | 0       |
| Défenseurs         | Abréviations et symboles : · TT : Total de minutes jouées · MJ : Nombre de matchs joués · MT : Matchs joués en tant que titulaire · : but · : passe décisive · : joueur entré · : joueur remplacé · : capitaine · : carton jaune · : carton rouge · |    |    |    |    |     |             |                |    |    |         |
| Dani Alves         | Abréviations et symboles : · TT : Total de minutes jouées · MJ : Nombre de matchs joués · MT : Matchs joués en tant que titulaire · : but · : passe décisive · : joueur entré · : joueur remplacé · : capitaine · : carton jaune · : carton rouge · | -  | -  | 90 | 27 | -   | 117         | 0              | 0  | 2  | 1       |
| Bremer             | Abréviations et symboles : · TT : Total de minutes jouées · MJ : Nombre de matchs joués · MT : Matchs joués en tant que titulaire · : but · : passe décisive · : joueur entré · : joueur remplacé · : capitaine · : carton jaune · : carton rouge · | -  | -  | 90 | 18 | -   | 108         | 0              | 0  | 2  | 1       |
| Danilo             | Abréviations et symboles : · TT : Total de minutes jouées · MJ : Nombre de matchs joués · MT : Matchs joués en tant que titulaire · : but · : passe décisive · : joueur entré · : joueur remplacé · : capitaine · : carton jaune · : carton rouge · | 90 | -  | -  | 72 | 120 | 282         | 0              | 0  | 3  | 3       |
| Marquinhos         | Abréviations et symboles : · TT : Total de minutes jouées · MJ : Nombre de matchs joués · MT : Matchs joués en tant que titulaire · : but · : passe décisive · : joueur entré · : joueur remplacé · : capitaine · : carton jaune · : carton rouge · | 90 | 90 | 36 | 90 | 120 | 486         | 0              | 0  | 5  | 4       |
| Éder Militão       | Abréviations et symboles : · TT : Total de minutes jouées · MJ : Nombre de matchs joués · MT : Matchs joués en tant que titulaire · : but · : passe décisive · : joueur entré · : joueur remplacé · : capitaine · : carton jaune · : carton rouge · | -  | 90 | 90 | 63 | 106 | 349         | 0              | 0  | 4  | 4       |
| Alex Sandro        | Abréviations et symboles : · TT : Total de minutes jouées · MJ : Nombre de matchs joués · MT : Matchs joués en tant que titulaire · : but · : passe décisive · : joueur entré · : joueur remplacé · : capitaine · : carton jaune · : carton rouge · | 90 | 86 | -  | -  | 14  | 190         | 0              | 0  | 3  | 2       |
| Thiago Silva       | Abréviations et symboles : · TT : Total de minutes jouées · MJ : Nombre de matchs joués · MT : Matchs joués en tant que titulaire · : but · : passe décisive · : joueur entré · : joueur remplacé · : capitaine · : carton jaune · : carton rouge · | 90 | 90 | -  | 90 | 120 | 390         | 0              | 1  | 4  | 4       |
| Alex Telles        | Abréviations et symboles : · TT : Total de minutes jouées · MJ : Nombre de matchs joués · MT : Matchs joués en tant que titulaire · : but · : passe décisive · : joueur entré · : joueur remplacé · : capitaine · : carton jaune · : carton rouge · | -  | 4  | 54 | -  | -   | 58          | 0              | 0  | 2  | 1       |
| Milieux            | Abréviations et symboles : · TT : Total de minutes jouées · MJ : Nombre de matchs joués · MT : Matchs joués en tant que titulaire · : but · : passe décisive · : joueur entré · : joueur remplacé · : capitaine · : carton jaune · : carton rouge · |    |    |    |    |     |             |                |    |    |         |
| Casemiro           | Abréviations et symboles : · TT : Total de minutes jouées · MJ : Nombre de matchs joués · MT : Matchs joués en tant que titulaire · : but · : passe décisive · : joueur entré · : joueur remplacé · : capitaine · : carton jaune · : carton rouge · | 90 | 90 | -  | 90 | 120 | 390         | 1              | 0  | 4  | 4       |
| Fabinho            | Abréviations et symboles : · TT : Total de minutes jouées · MJ : Nombre de matchs joués · MT : Matchs joués en tant que titulaire · : but · : passe décisive · : joueur entré · : joueur remplacé · : capitaine · : carton jaune · : carton rouge · | -  | -  | 90 | -  | -   | 90          | 0              | 0  | 1  | 1       |
| Fred               | Abréviations et symboles : · TT : Total de minutes jouées · MJ : Nombre de matchs joués · MT : Matchs joués en tant que titulaire · : but · : passe décisive · : joueur entré · : joueur remplacé · : capitaine · : carton jaune · : carton rouge · | 15 | 58 | 54 | -  | 14  | 141         | 0              | 0  | 4  | 2       |
| Bruno Guimarães    | Abréviations et symboles : · TT : Total de minutes jouées · MJ : Nombre de matchs joués · MT : Matchs joués en tant que titulaire · : but · : passe décisive · : joueur entré · : joueur remplacé · : capitaine · : carton jaune · : carton rouge · | -  | 32 | 36 | -  | -   | 68          | 0              | 0  | 2  | 0       |
| Lucas Paquetá      | Abréviations et symboles : · TT : Total de minutes jouées · MJ : Nombre de matchs joués · MT : Matchs joués en tant que titulaire · : but · : passe décisive · : joueur entré · : joueur remplacé · : capitaine · : carton jaune · : carton rouge · | 75 | 46 | -  | 90 | 106 | 317         | 1              | 1  | 4  | 4       |
| Éverton Ribeiro    | Abréviations et symboles : · TT : Total de minutes jouées · MJ : Nombre de matchs joués · MT : Matchs joués en tant que titulaire · : but · : passe décisive · : joueur entré · : joueur remplacé · : capitaine · : carton jaune · : carton rouge · | -  | -  | 36 | -  | -   | 36          | 0              | 0  | 1  | 0       |
| Attaquants         | Abréviations et symboles : · TT : Total de minutes jouées · MJ : Nombre de matchs joués · MT : Matchs joués en tant que titulaire · : but · : passe décisive · : joueur entré · : joueur remplacé · : capitaine · : carton jaune · : carton rouge · |    |    |    |    |     |             |                |    |    |         |
| Antony             | Abréviations et symboles : · TT : Total de minutes jouées · MJ : Nombre de matchs joués · MT : Matchs joués en tant que titulaire · : but · : passe décisive · : joueur entré · : joueur remplacé · : capitaine · : carton jaune · : carton rouge · | 11 | 17 | 79 | -  | 64  | 171         | 0              | 0  | 4  | 1       |
| Gabriel Jesus      | Abréviations et symboles : · TT : Total de minutes jouées · MJ : Nombre de matchs joués · MT : Matchs joués en tant que titulaire · : but · : passe décisive · : joueur entré · : joueur remplacé · : capitaine · : carton jaune · : carton rouge · | 11 | 17 | 64 | -  | -   | 92          | 0              | 0  | 3  | 1       |
| Gabriel Martinelli | Abréviations et symboles : · TT : Total de minutes jouées · MJ : Nombre de matchs joués · MT : Matchs joués en tant que titulaire · : but · : passe décisive · : joueur entré · : joueur remplacé · : capitaine · : carton jaune · : carton rouge · | 3  | -  | 90 | 18 | -   | 108         | 0              | 0  | 3  | 1       |
| Neymar             | Abréviations et symboles : · TT : Total de minutes jouées · MJ : Nombre de matchs joués · MT : Matchs joués en tant que titulaire · : but · : passe décisive · : joueur entré · : joueur remplacé · : capitaine · : carton jaune · : carton rouge · | 79 | -  | -  | 80 | 120 | 279         | 2              | 1  | 3  | 3       |
| Pedro              | Abréviations et symboles : · TT : Total de minutes jouées · MJ : Nombre de matchs joués · MT : Matchs joués en tant que titulaire · : but · : passe décisive · : joueur entré · : joueur remplacé · : capitaine · : carton jaune · : carton rouge · | -  | -  | 26 | -  | 36  | 62          | 0              | 0  | 2  | 0       |
| Raphinha           | Abréviations et symboles : · TT : Total de minutes jouées · MJ : Nombre de matchs joués · MT : Matchs joués en tant que titulaire · : but · : passe décisive · : joueur entré · : joueur remplacé · : capitaine · : carton jaune · : carton rouge · | 87 | 73 | 11 | 90 | 56  | 317         | 0              | 0  | 5  | 4       |
| Richarlison        | Abréviations et symboles : · TT : Total de minutes jouées · MJ : Nombre de matchs joués · MT : Matchs joués en tant que titulaire · : but · : passe décisive · : joueur entré · : joueur remplacé · : capitaine · : carton jaune · : carton rouge · | 79 | 73 | -  | 90 | 84  | 326         | 3              | 0  | 4  | 4       |
| Rodrygo            | Abréviations et symboles : · TT : Total de minutes jouées · MJ : Nombre de matchs joués · MT : Matchs joués en tant que titulaire · : but · : passe décisive · : joueur entré · : joueur remplacé · : capitaine · : carton jaune · : carton rouge · | 15 | 44 | 54 | 10 | 56  | 179         | 0              | 1  | 5  | 0       |
| Vinícius Júnior    | Abréviations et symboles : · TT : Total de minutes jouées · MJ : Nombre de matchs joués · MT : Matchs joués en tant que titulaire · : but · : passe décisive · : joueur entré · : joueur remplacé · : capitaine · : carton jaune · : carton rouge · | 75 | 90 | -  | 72 | 64  | 301         | 1              | 2  | 4  | 4       |
| Total              | Abréviations et symboles : · TT : Total de minutes jouées · MJ : Nombre de matchs joués · MT : Matchs joués en tant que titulaire · : but · : passe décisive · : joueur entré · : joueur remplacé · : capitaine · : carton jaune · : carton rouge · |    |    |    |    |     |             |                |    |    |         |
| Équipe du Brésil   | Abréviations et symboles : · TT : Total de minutes jouées · MJ : Nombre de matchs joués · MT : Matchs joués en tant que titulaire · : but · : passe décisive · : joueur entré · : joueur remplacé · : capitaine · : carton jaune · : carton rouge · | 90 | 90 | 90 | 90 | 120 | 270         | 8              | 6  | 5  |         |

| Buts | Joueurs       | Adversaires              |
| ---- | ------------- | ------------------------ |
| 3    | Richarlison   | Serbie (2), Corée du Sud |
| 2    | Neymar        | Corée du Sud, Croatie    |
| 1    | Casemiro      | Suisse                   |
| 1    | Lucas Paquetá | Corée du Sud             |
| 1    | Vinícius Jr.  | Corée du Sud             |

| Passes | Joueurs       | Adversaires          |
| ------ | ------------- | -------------------- |
| 2      | Vinícius Jr.  | Serbie, Corée du Sud |
| 1      | Neymar        | Corée du Sud         |
| 1      | Lucas Paquetá | Croatie              |
| 1      | Rodrygo       | Suisse               |
| 1      | Thiago Silva  | Corée du Sud         |